# Хохлатые синицы
Хохлатые синицы (лат. Lophophanes) — род небольших птиц семейства синицевых (Paridae). Ранее виды рода относили к роду Синицы (Parus).
На территории России встречается один вид — Хохлатая синица (Lophophanes cristatus).

## Виды
- Lophophanes cristatus — Хохлатая синица
- Lophophanes dichrous — Серохохлая синица